# The Deep Blue Sea (1955)
The Deep Blue Sea is een Britse dramafilm uit 1955 onder regie van Anatole Litvak. Destijds werd de film uitgebracht als De lokkende diepte.
Het scenario is gebaseerd op het gelijknamige toneelstuk (1952) van Terence Rattigan.

## Verhaal
Hester Collyer is de vrouw van een Londense advocaat. Ze besluit haar liefdeloze huwelijk vaarwel te zeggen. Ze leert een knappe luchtmachtofficier kennen en gaat met hem samenwonen. Als haar minnaar onbetrouwbaar blijkt te zijn, wil ze zelfmoord plegen. Ze wordt echter gered door een voormalige arts, die aan lager wal is geraakt.

## Rolverdeling
| Acteur           | Personage       |
| ---------------- | --------------- |
| Vivien Leigh     | Hester Collyer  |
| Kenneth More     | Freddie Page    |
| Eric Portman     | Miller          |
| Emlyn Williams   | William Collyer |
| Moira Lister     | Dawn Maxwell    |
| Arthur Hill      | Jackie Jackson  |
| Dandy Nichols    | Mevrouw Elton   |
| Jimmy Hanley     | Dicer Durston   |
| Miriam Karlin    | Barmeid         |
| Heather Thatcher | Lady Dawson     |
| Bill Shine       | Golfer          |
| Brian Oulton     | Dronkenman      |
| Sidney James     | Man             |
| Alice McCowen    | Ken Thompson    |
| Gibb McLaughlin  | Klerk           |